# Haynrode
Haynrode est une commune allemande située dans l'arrondissement d'Eichsfeld en Thuringe.

## Géographie

Situation de Haynrode dans l'arrondissement

Haynrode est située dans l'est de l'arrondissement à quelques kilomètres au nord-est de Leinefelde.

## Histoire
La commune a appartenu à l'ancien arrondissement de Worbis jusqu'en 1990.

## Démographie
| 1910  | 1933 | 1939 | 1995 | 2000 | 2004 | 2010 |
| ----- | ---- | ---- | ---- | ---- | ---- | ---- |
| 1 052 | 955  | 892  | 791  | 767  | 731  | 672  |